# Mijaíl Studenetski
Mijaíl Vladímirovich Studenetski, en ruso: Михаил Владимирович Студенецкий; (Moscú, República Socialista Federativa Soviética de Rusia, 6 de marzo de 1934 - Rusia, 1 de marzo de 2021) fue un baloncestista y medallista olímpico ruso. Consiguió tres medallas en competiciones internacionales con la Unión Soviética.

## Fallecimiento
El lunes 1 de marzo de 2021 falleció por COVID-19, días antes de cumplir los 87 años.